# 苏州生肖邮票博物馆
苏州生肖邮票博物馆（英語：Suzhou Shengxiao Stamp Museum of China）是一座位于苏州姑苏区山塘街的博物馆，是中国邮政邮票博物馆分馆，也是世界上第一座生肖邮票专题博物馆。

## 历史
2012年下半年筹划，2013年5月18日国际博物馆日建成开馆。位于苏州姑苏区明代吏部尚书吴一鹏故居玉涵堂西一路。由苏州市姑苏区人民政府主办，苏州市文广新局行业主管，苏州邮政局指导。建筑面积660平方米，展厅面积550平方米，共有五个展厅。主要藏品由苏州市委原副书记周治华捐赠。

## 营业时间
- 周二至周日：上午九点半至下午四点半
- 周一闭馆

## 交通
- 苏州轨道交通1号线广济南路站
- 苏州轨道交通2号线山塘街站